# تپه شهر سوخته ۲۶
تپه شهرسوخته ۲۶ مربوط به هزاره سوم و ۲ قم است و در شهرستان زابل، ۵/۵ کیلومتری جنوب غربی پایگاه شهر سوخته واقع شده و این اثر در تاریخ ۲۴ اسفند ۱۳۸۳ با شمارهٔ ثبت ۱۱۴۹۴ به‌عنوان یکی از آثار ملی ایران به ثبت رسیده است.